# 𐞔
Cette page contient des caractères spéciaux ou non latins. S’ils s’affichent mal (▯, ?, etc.), consultez la page d’aide Unicode.
𐞔, appelée petite capitale G crosse en exposant, petite capitale G crosse supérieur ou lettre modificative petite capitale G crosse, est un symbole phonétique de certaines variantes de l’alphabet phonétique international. Il est formé de la lettre petite capitale G crosse ‹ ʛ › mise en exposant.

## Utilisation
Dans certaines transcriptions de l’alphabet phonétique international (API), ‹ 𐞔 › peut être utilisé pour indiquer l’articulation occlusive rétroflexe injective.

## Représentations informatiques
La lettre modificative petite capitale G crosse peut être représenté avec les caractères Unicode suivants (Latin étendu – F) :
| formes       | représentations | chaînes de caractères | points de code | descriptions                                           | note                            |
| ------------ | --------------- | --------------------- | -------------- | ------------------------------------------------------ | ------------------------------- |
| modificative | 𐞔               | 𐞔                     | U+10794        | lettre modificative minuscule petite capitale G crosse | codé pour le symbole phonétique |